# 아키모토 나가토모
아키모토 나가토모(일본어: 秋元長朝, 1546년 ~ 1628년 9월 26일)는 센고쿠 시대부터 에도 시대 전기까지의 무장, 다이묘이다. 다테바야시번 아키모토가(川越藩秋元家) 시조.
| 전임 (스와 요리미즈) | 제1대 소자 번 번주 (아키모토가) 1601년 ~ 1622년 | 후임 아키모토 야스토모 |